# مدرسة طب كلية لندن الجامعية
مدرسة طب كلية لندن الجامعية (بالإنجليزية: UCL Medical School)‏ وكانت تعرف سابقًا باسم مدرسة طب كلية الجامعة وغير الملكية (بالإنجليزية: Royal Free and University College Medical School)‏ هي إحدى المدارس لتعليم الطب في المملكة المتحدة. مركز هذه المدرسة الطبية هو كلية جامعة لندن. تم تأسيس هذه المدرسة رسمياً في 1998. دمج بين مستشفى ميدلسيكس، مدارس طب ميدلسكس وكلية الجامعة الطبية في 1987، وكلية طب المستشفى غير الملكية في 1998 التي صنعت المدرسة الحالية.